# شتاندنبوهل
شتاندنبوهل (به آلمانی: Standenbühl) یک شهر در آلمان است که در دنرسبرگکرایس واقع شده‌است. شتاندنبوهل ۲۳۱ نفر جمعیت دارد.